# Nhạc Nghị
Nhạc Nghị (楽毅) là tướng thời Chiến Quốc trong lịch sử Trung Quốc. Ông là tướng các nước: Ngụy, Yên và Triệu nhưng nổi tiếng nhất thời làm tướng nước Yên đã gần như tiêu diệt nước Tề hùng mạnh láng giềng.

## Tiểu sử
Tổ tiên của Nhạc Nghị là tướng Nhạc Dương nước Ngụy, từng có công giúp Ngụy Văn hầu đánh lấy được nước Trung Sơn. Ngụy Văn Hầu đem đất Linh Thọ phong cho Nhạc Dương. Nhạc Dương chết chôn ở Linh Thọ, con cháu nối đời sống ở đấy.
Trung Sơn về sau lại được lập thành một nước. Đến đời Triệu Vũ Linh vương (325-299 TCN) lại diệt Trung Sơn, từ đó Nhạc Nghị lại làm người nước Triệu.

## Làm tướng nước Yên

### Sang nước Yên
Theo Sử ký, Nhạc Nghị là người hiền, thích việc binh. Người nước Triệu rất quý trọng ông. Đến khi Vũ Linh Vương gặp nạn ở Sa Khâu, Nhạc Nghị bèn rời khỏi nước Triệu đến nước Ngụy.
Lúc đó nước Yên vì loạn Tử Chi, nên quân Tề đánh quân Yên thua to, nước Yên bị tàn phá nặng nề. Vua Yên mới là Chiêu vương oán giận nước Tề, nuôi chí báo thù, nhưng Yên là nước nhỏ ở nơi xa xôi hẻo lánh, sức không đủ chống cự, cho nên nhà vua nhún mình, quý trọng kẻ sĩ. Nhạc Nghị muốn sang Yên để được trọng dụng, bèn xin làm sứ giả cho Ngụy Chiêu Vương sang nước Yên. Vua Yên phong ông làm á khanh.

### Đánh Tề
Lúc bấy giờ Tề Mẫn vương mạnh nhưng tàn bạo, kết oán với nhiều nước chư hầu. Yên Chiêu Vương hỏi về việc đánh Tề để báo thù, Nhạc Nghị thưa:
Nước Tề kế thừa cơ nghiệp để lại của một nước đã làm bá, đất rộng, người đông, khó lòng một mình đánh được. Nếu nhà vua quả thực muốn đánh Tề thì không gì bằng liên minh với Triệu, Sở và Ngụy.
Yên Chiêu Vương bèn sai Nhạc Nghị giao ước với Huệ Văn Vương nước Triệu. Lại sai những người khác đi liên kết với Sở, Ngụy và nhờ Triệu thuyết phục Tần về cái lợi trong việc đánh Tề. Chư hầu ghét Tề Mẫn Vương kiêu ngạo, tàn bạo, đều nhất trí hợp tung cùng nước Yên đánh Tề.
Nhạc Nghị quay về báo, Yên Chiêu Vương đem tất cả quân, sai Nhạc Nghị làm thượng tướng quân cùng với các nước đi đánh Tề. Vua Huệ Văn Vương nước Triệu trao ấn tướng quốc cho Nhạc Nghị.
Năm 285 TCN, Nhạc Nghị cầm đầu tất cả quân các nước Triệu, Sở, Hàn, Ngụy, Yên hợp nhất đánh bại quân tề ở Tế Tây. Quân chư hầu bãi binh rút về nhưng quân của Yên dưới quyền Nhạc Nghị vẫn một mình đuổi theo đến Lâm Tri.
Sau khi bị thua trận ở Tế Tây, Tề Mẫn Vương chạy vào thành Cử. Nhạc Nghị một mình ở lại đi khắp nước Tề. Các thành của Tề đều lo chống giữ. Nhạc Nghị đánh vào thành Lâm Tri lấy tất cả những đồ quý báu, của cải, đồ cúng tế của Tề, sai chở về Yên.
Yên Chiêu Vương cả mừng thân hành đến sông Tề để úy lạo, khao thưởng quân sĩ, phong cho Nhạc Nghị huyện Xương Quốc, hiệu là Xương Quốc quân.
Yên Chiêu Vương sau khi đã thu của cải lấy được của Tề thì quay về, sai Nhạc Nghị lại đem binh đánh lấy những thành của Tề chưa lấy được. Nhạc Nghị ở lại Tề trong năm năm, đánh lấy hơn bảy mươi thành của Tề, biến tất cả những thành này thành quận huyện nước Yên, chỉ còn thành Cử và Tức Mặc là chưa chịu hàng.

### Bị kế ly gián
Năm 279 TCN, Yên Chiêu Vương chết, con là Yên Huệ Vương lên thay. Huệ Vương từ khi còn làm thái tử thường không thích Nhạc Nghị. Đến khi Huệ Vương lên ngôi, Điền Đan nước Tề đang cố thủ ở Tức Mặc nghe tin ấy bèn tung phản gián sang nước Yên nói:
Nước Tề chỉ còn hai thành không bị lấy nữa mà thôi. Sở dĩ những thành này không bị lấy là vì nghe nói Nhạc Nghị có hiềm khích với vị vua mới ở Yên, muốn giữ tất cả binh lưu lại ở Tề, quay mặt về hướng Nam mà làm vua nước Tề. Điều nước Tề lo ngại chỉ là sợ có viên tướng khác đến.
Yên Huệ Vương vốn đã nghi ngờ Nhạc Nghị, nghe những lời phản gián của Tề bèn sai Kỵ Kiếp làm tướng thay Nghị và mời Nhạc Nghị về. Nhạc Nghị biết Yên Huệ Vương không thích mình nên cho người thay thế, sợ bị giết, bèn đi về hướng Tây theo nước Triệu.

## Trả lời vua Yên
Vua Triệu phong Nhạc Nghị ở Quan Tân, hiệu là Vọng Thư Quân, tôn trọng và yêu quý Nhạc Nghị làm cho các nước Yên, Tề lo sợ. Sau đó Điền Đan đánh nhau với Kỵ Kiếp, bày mưu lừa quân Yên đánh bại giết chết Kỵ Kiếp ở dưới thành Tức Mặc, đuổi theo quân Yên đến tận Hà Thượng, thu lại tất cả những thành của Tề và đón vua Tề mới là Tương Vương (con Mẫn vương) ở thành Cử về Lâm Tri.
Sau đó, Yên Huệ Vương hối hận về chỗ mình sai Kỵ Kiếp thay thế Nhạc Nghị cho nên quân bị bại, tướng bị giết, bỏ mất nước Tề. Vua Yên lại sợ Nhạc Nghị đã đầu hàng Triệu, lo Triệu dùng Nhạc Nghị để dành Yên nhân lúc nước Yên gặp cảnh khó khăn. Huệ Vương bèn sai người trách Nhạc Nghị và đồng thời xin lỗi. Bức thư viết:
"Tiên vương đem cả nước giao cho tướng quân, tướng quân vì nước Yên đánh phá quân Tề trả cái thù của tiên vương, thiên hạ đều rung động. Quả nhân đâu dám một ngày quên cái công của tướng quân ! Gặp lúc tiên vương bỏ bầy tôi, quả nhân mới lên ngôi, các quan tả hữu lừa quả nhân, quả nhân sai Kỵ Khiếp làm tướng thay tướng quân. Vì thấy tướng quân đã lâu phải dầm sương giãi nắng ở ngoài nên quả nhân có ý muốn triệu tướng quân về để nghỉ.
Tướng quân quá nghe lời không hay, cho rằng quả nhân có điều hiềm khích với tướng quân bèn bỏ nước Yên theo nước Triệu. Việc tướng quân tự lo cho mình thế cũng được nhưng làm thế nào để báo đáp cái lòng tốt của tiên vương đối với tướng quân?"
Nhạc Nghị viết thư trả lời Yên Huệ Vương như sau:
"Thần là người bất tài, không thể vâng theo mệnh lệnh của nhà vua và làm vừa lòng những người xung quanh nhà vua. Thần sợ. làm tổn thương đến sự sáng suốt của tiên vương, hại đến cái nghĩa của nhà vua, cho nên chạy trốn sang Triệu.
Nay nhà vua sai người trách tội thần, thần sợ các quan hầu cận không xét nguyên do vì sao tiên vương lại nuôi và yêu quý thần; lại không bày tỏ cái lòng thần thờ tiên vương, cho nên đánh bạo viết thư trả lời.
Thần nghe vị vua hiền thánh không lấy lộc cho riêng những người thân. Ai có nhiều công thì được thưởng, ai có năng lực thì cho làm ở địa vị xứng dáng. Cho nên, xét năng lực mà giao quan chức, đó là việc làm của vị vua lập nên công trạng; bàn việc làm rồi mới kết giao đó là việc làm của kẻ sĩ lập nên danh tiếng. Thần trộm xem việc làm của tiên vương, thấy tiên vương có cái lòng của vị vua cao quý nhất trên đời, cho nên mặc dầu là sứ thần của Ngụy, thần đã mượn cờ tiết của nước Ngụy để qua nước Yên và được nước Yên xét đến. Tiên Vương cất nhắc thần vượt bực cho ở vào hàng tân khách, cho đứng ở trên quần thần, không bàn với cha, anh, cho thần làm á khanh. Thần trộm tự biết mình vâng lệnh trên, nghe theo lời dạy, có thể may mà được vô tội. Cho nên nhận được mệnh mà không dám từ chối. Tiên vương... trao cho thần phù, cờ tiết, phía Nam sai đi sứ thần ở Triệu. Khi thần về phụng mệnh thì liền đem binh đánh Tề.
Nhờ đạo trời, nhờ uy linh của tiên vương, đất Hà Bắc theo tiên vương. Sau đó đem quân đến sông Tế. Quân ở Tế được lệnh bèn đánh quân Tề thua to. Đem quân tinh nhuệ đuổi theo mãi đến nước Tề. Vua Tề bỏ trốn chạy vào thành Cử chỉ thoát được thân. Còn châu ngọc, của cải, xe cộ, binh khí, đồ quý báu hết thảy đều bị đưa về Yên. Đồ tế lễ của Tề bày ở điện Ninh Đài, chuông Đại Lữ bày ở cung Nguyên Anh, vạc cũ  lại về cung Ma Thất, trúc sông Vấn đem về trồng ở Kế Khâu.
....
Thần nghe kẻ mở đầu tốt chưa chắc đã có kết quả tốt. Ngày xưa Ngũ Tử Tư nói được Hạp Lư nghe nên dấu chân vua Ngô đi xa đến tận thành Sính. Phù Sai thì không thế, cho xác ông ta vào cái túi da ngựa và thả trôi trên sông Giang. Vua Ngô không hiểu theo lời bàn của Tử Tư có thể lập được công, nên dìm xác Tử Tư mà không hối hận. Tử Tư không biết nhìn trước nhà vua không cùng bàn bạc với mình để đến nỗi vào sông Giang mà không được giải thoát.
Thần khỏi tội, lập nên công trạng để làm sáng cái dấu vết của tiên vương, đó là cái kế cao nhất của thần. Mắc phải việc gièm pha, nhục nhã làm hỏng mất cái danh của tiên vương đó điều thần rất sợ. Đã chịu cái tội không thể lường được, may được lợi mà thoát khỏi, nhưng thần mang nặng ân nghĩa của tiên vương, thần tuy ở nước ngoài mà lòng vẫn không rời bỏ nước Yên.
Thần nghe nói: "Người quân tử ngày xưa tuy không đi lại với nhau nữa nhưng cũng không nói xấu nhau, kẻ trung thần bỏ nước ra đi không nên chê bai vua để sạch cái danh". Thần tuy bất tài cũng đã từng được học với người quân tử. Thần sợ những người hầu hạ thân cận với nhà vua, những người xung quanh nói, không xét cái cách cư xử của thần ở nơi xa xôi, nên mạo muội dâng thư cho nhà vua biết. Xin nhà vua lưu ý cho".
Yên Huệ Vương bèn cho con của Nhạc Nghị là Nhạc Can lại làm Xương Quốc Quân, nối chức của ông.
Nhạc Nghị sau đó vẫn còn lại đi lại với nước Yên. Nước Yên và nước Triệu đều cho ông làm khách khanh. Về sau ông chết ở Triệu.
Bức thư Nhạc Nghị gửi vua Yên Huệ vương được lưu truyền lại đời sau. Theo Sử ký, hai nhân vật đời Hán là Khoái Triệt và Chủ Phụ Yên nước Tề "đọc bức thư Nhạc Nghị gửi vua Yên đều không lần nào không gấp thư lại mà khóc". Nhạc Nghị bị vua Yên phụ nhưng cuối cùng ông vẫn giữ lòng trung hậu, không thù oán nước Yên.

## Con cháu
Con Nhạc Nghị là Nhạc Gian làm tướng nước Yên, về sau cũng bị hiềm khích với cháu Yên Huệ vương là Yên vương Hỉ, cũng phải rời bỏ Yên và cũng sang Triệu. Tuy nhiên, khi vua Yên viết thư sang gọi về, Nhạc Gian từ chối, ở lại Triệu. Tộc nhân của Nghị là Nhạc Thừa cũng làm tướng Triệu.
Khi nhà Hán thành lập Hán Cao Tổ Lưu Bang sai người tìm được dòng dõi của ông là Nhạc Thúc, phong cho Thúc huyện Nhạc Hương, hiệu là Hoa Thành quân.